# Serra do Candán
Serra do Candán este o arie protejată (arie specială de conservare — SAC, sit de importanță comunitară — SCI) din Spania întinsă pe o suprafață de 10.699,06 ha, integral pe uscat.

## Localizare
Centrul sitului Serra do Candán este situat la coordonatele 42°34′17″N 8°14′35″W / 42.5715°N 8.243°V.

## Înființare
Situl Serra do Candán a fost declarat sit de importanță comunitară în februarie 1999 pentru a proteja 36 de specii de animale. Situl a fost protejat și ca arie specială de conservare în martie 2014.

## Biodiversitate
Situată în ecoregiunea atlantică, aria protejată conține 18 habitate naturale: Păduri aluvionare cu Alnus glutinosa și Fraxinus excelsior (Alno-Padion, Alnion incanae, Salicion albae), Pante stâncoase silicioase cu vegetație casmofită, Păduri de Ilex aquifolium, Grohotișuri termofile și vest-mediteraneene, Turbării active, Pajiști umede atlantice temperate cu Erica ciliaris și Erica tetralix, Păduri de stejar galițio-portugheze cu Quercus robur și Quercus pyrenaica, Pajiști uscate europene, Pseudostepă cu ierburi și specii anuale de Thero-Brachypodietea, Peșteri inaccesibile publicului, Cursuri de apă de la nivel de câmpie la nivel montan, cu vegetație Ranunculion fluitantis și Callitricho-Batrachion, Pajiști cu Molinia pe soluri calcaroase, turboase sau argilos-nămoloase (Molinion caeruleae), Roci stâncoase cu vegetație pionieră de Sedo-Scleranthion sau Sedo albi-Veronicion dillenii, Liziere de ierburi înalte hidrofile de câmpie și de nivel montan până la alpin, Păduri de Castanea sativa, Mlaștini turboase de tranziție și turbării mișcătoare, Fânețe de joasă altitudine (Alopecurus pratensis, Sanguisorba officinalis), Depresiuni pe substraturi de turbă de Rhynchosporion.
La baza desemnării sitului se află mai multe specii protejate:
- păsări (18): pescăruș albastru (Alcedo atthis), fâsă-de-câmp (Anthus campestris), fâsă de pădure (Anthus spinoletta), ciuf de câmp (Asio flammeus), buha (Bubo bubo), caprimulg (Caprimulgus europaeus), șerpar (Circaetus gallicus), erete vânăt (Circus cyaneus), erete cenușiu (Circus pygargus), Clamator glandarius, șoim călător (Falco peregrinus), șoimul rândunelelor (Falco subbuteo), sfrâncioc roșiatic (Lanius collurio), ciocârlie de pădure (Lullula arborea), ciuf-pitic (Otus scops), viespar (Pernis apivorus), silvie de tufiș (Sylvia undata), spârcaci (Tetrax tetrax)
- amfibieni (2): Chioglossa lusitanica, Discoglossus galganoi
- mamifere (6): liliac cârn (Barbastella barbastellus), Galemys pyrenaicus, vidră de râu (Lutra lutra), liliac comun (Myotis myotis), liliacul mare cu potcoavă (Rhinolophus ferrumequinum), liliacul mic cu potcoavă (Rhinolophus hipposideros)
- nevertebrate (7): croitorul mare al stejarului (Cerambyx cerdo), Coenagrion mercuriale, fluturele auriu (Euphydryas aurinia), Geomalacus maculosus, rădașcă (Lucanus cervus), Margaritifera margaritifera, Oxygastra curtisii
- pești (2): Achondrostoma arcasii, Pseudochondrostoma duriense
- reptile (1): Lacerta schreiberi

Pe lângă speciile protejate, pe teritoriul sitului au mai fost identificate 2 specii de amfibieni, 4 specii de mamifere, 5 specii de reptile.